# Kopytów-Majątek
Kopytów-Majątek – osada w Polsce, w województwie mazowieckim, w powiecie warszawski zachodnim, w gminie Błonie.
Do 31 grudnia 2023 miejscowość była częścią wsi Kopytów.